# 釋氯化合物
釋氯化合物（英語：chlorine-releasing compounds），也稱為氯基化合物（英語：chlorine base compounds），是描述某些用作消毒劑和漂白劑的含氯物質統稱，包括有：次氯酸鈉（漂白劑中活性成分）、氯胺、哈拉宗和二氯異氰尿酸鈉。這些化合物廣泛用於水、醫療器械和表面區域的消毒以及布料等物質的漂白。它們的消毒效果會因有機物的存在而降低。這些化合物以溶液或是粉末（在使用前與水混合）的形式存在。
如果人體與此類化合物接觸，副作用有皮膚不適和眼睛遭化學灼傷。它們也會對接觸器物造成腐蝕，使用後需用水沖洗。此家族中的特定化合物有次氯酸鈉、氯胺、哈拉宗、二氧化氯和二氯異氰尿酸鈉，可有效對抗多種微生物，包括細菌內生孢子在內。
釋氯化合物於1785年左右首次作漂白劑用途，並於1915年開始作消毒劑使用。這類化合物已被納入世界衛生組織基本藥物標準清單之中。醫療和食品產業廣泛用到這類化合物。

## 用途
氯基化合物通常以水溶液、粉末或片劑的形式製備，使用前與水混合。施用後需要沖洗，以避免接觸的金屬遭到腐蝕和有機材料受到降解。

### 消毒劑
氯基化合物可有效對抗多種微生物，包括細菌內生孢子。
使用所在如在有機物存在，會消耗化合物所釋放的一些氯，而降低這些消毒劑的效果。

### 漂白劑
含氯漂白劑自18世紀末開始一直被用來漂白棉質和麻質紡織品，將天然纖維中的顏色、汗漬或其他有機殘留物去除。這些化合物迄今仍然用於家庭洗衣和去除器物表面上的有機污漬（例如黴菌）。
天然材料的顏色通常來自有機色素，例如β-胡蘿蔔素。氯基化合物的作用是藉由其強大的氧化能力去破壞構成顏料發色團的化學鍵，將這些分子變成一種不同的物質 - 或是不包含發色團，或是包含不吸收可見光的發色團。
氯基漂白劑用於多種製造工藝，包括木漿漂白。

## 安全性
釋氯化合物在應用時如果不慎，會產生嚴重風險。估計英國家庭於2002年中約報告有3,300起由液體漂白劑引起的事故，造成傷者需住院治療，而約有160起事故是由漂白粉所引起。

### 化學灼傷
釋氯溶液，例如液體漂白劑和漂白粉溶液，會灼傷皮膚及造成眼睛傷害，特別是濃縮的形式。然而，根據美國消防協會（NFPA）設定的標準，只有次氯酸鈉含量（重量）超過40%的溶液被視為危險氧化劑。低於40%的溶液被歸類為中度氧化劑（參考《液體和固體氧化劑儲存規範》（Code for the Storage of Liquid and Solid Oxidizers）NFPA 430,（2000年））。

### 釋氯作用
將次氯酸鹽漂白劑與酸混合，將會釋放氯氣。
氯氣對人體呼吸道有刺激作用，它會攻擊黏膜並灼傷皮膚。即使低至3.53ppm（百萬分比）的濃度，其獨特且刺激的氣味也能被聞到，而到1,000ppm的濃度時，在甚短的時間就會奪人性命。美國職業安全衛生管理局（OSHA）將氯暴露量限制為0.5ppm（8小時時間加權平均值 - 每週38工時）。考量運輸和操作的安全因素，通常水處理採用的是次氯酸鈉而非氯氣。

### 與其他產品反應
釋氯化合物會與醋或氨等常見家用化學物質發生反應，產生有毒氣體。
將酸性清潔劑與次氯酸鹽漂白劑混合會導致釋放有毒氯氣。次氯酸根陰離子和氯在水中處於平衡狀態,平衡取決於pH值，pH值越低時，越容易產生氯氣，
Cl2 + H2O ⇌ 2H+ + Cl− + ClO−
次氯酸鹽漂白劑可與過氧化氫發生劇烈反應並產生氧氣：
H2O2(aq) + NaOCl (aq) → NaCl (aq) + H2O(l) + O2(g)
於2008年所做的一項研究顯示幾種家用清潔產品中含有的次氯酸鈉會與有機化學物質（例如表面活性劑、香料）發生反應，生成氯化揮發性有機化合物 (VOC)。這些氯化物在清潔過程中排放，其中一些具有毒性，可能是人類的致癌物質。研究顯示在使用含有漂白劑的產品期間，室內空氣中氯化物濃度顯著增加（氯仿濃度為家庭基線水平的8-52倍，而四氯化碳濃度為1-1,170 倍）。其中使用普通漂白劑所增加的氯化VOC最低，而使用"粘稠液體和凝膠"形式產品的氯化VOC增加程度最高。室內空氣中幾種氯化VOC（尤其是四氯化碳和氯仿）濃度的顯著增加顯示出使用漂白劑可能是導致人們日常吸入這些化合物的重要來源。研究報告撰寫者指出使用這些清潔產品可能會顯著增加使用者罹患癌症的風險。
液體漂白劑和漂白粉中的次氯酸鹽可與氨反應，形成多種產物，如氯胺（NH2Cl），然後是二氯胺（NHCl2），最後是三氯化氮（NCl3）。胺或相關化合物和生物材料（例如尿液）會發生類似的反應。取決於溫度、濃度以及其混合方式。這些化合物對眼睛和肺部有很強的刺激性，且在超過一定濃度時會有毒性。例如，長期接觸使用氯作為消毒劑的游泳池空氣，可能會導致過敏性氣喘發展。.三氯化氮也是一種非常敏感的爆炸物。

### 腐蝕性
釋氯產品也可能導致許多材料發生腐蝕以及有色產品意外遭到漂白。

### 釋氯化合物中和劑
硫代硫酸鈉是一種有效的氯中和劑。用5毫克/升的溶液沖過，繼而用肥皂和水清洗，可將手上的氯味去除。

## 主要化合物
此家族的特定化合物包括有：
- 次氯酸鈉，NaOCl。這種釋氯化合物是最常見的漂白和消毒用化合物。稀釋的 (3–6%) 水溶液，（史上稱為Eau de Labarraque（"拉巴拉克水"），由法國化學家及藥劑師安托萬·日耳曼·拉巴拉克（英语：Antoine Germain Labarraque）調配出供消毒用途），[16]作為家用清潔產品廣受使用，名稱為"液體漂白劑"或簡稱為"漂白劑"。濃度更高的溶液用於飲用水消毒，並在工業過程中用作漂白劑。一種更為稀釋的溶液（最高0.5%）從1915年起一直被用來清潔和消毒傷口，其名稱為 達金溶液（英语：Dakin's solution）。[16][17][18][2]
- 次氯酸鈣，Ca(OCl)2。[19]此產品被稱為"漂白粉"或"氯化石灰"，用途與次氯酸鈉的多數相同，但比次氯酸鈉更穩定且含有更多的氯。通常以白色粉末形式銷售，除含有次氯酸鹽外，還含有氫氧化鈣Ca(OH)2（"石灰"）和氯化鈣CaCl2。[20]更純淨、更穩定的次氯酸鈣稱為HTH或高純度次氯酸鈣。次氯酸鈣還可作為漂白片使用，含有次氯酸鈣和防止片劑破碎的成分。據稱更穩定的次氯酸鈣和生石灰（氧化鈣）混合物被稱為"熱帶漂白劑"。[21]這些材料中的活性氯百分比範圍從漂白粉的20%到HTH的70%不等。
- 次氯酸鉀，KOCl。這是第一種氯基漂白劑，於1785年左右上市，名稱為Eau de Javel（"Javel水"）。目前已被更便宜的鈉類似物取代，不再常用。
- 氯胺，NH2Cl。這種化學物質通常以稀水溶液的形式製備，當作氯和次氯酸鈉的替代品，用於飲用水和游泳池消毒用。
- 氯胺-T，或稱甲苯磺酰氯醯胺鈉鹽，[(H3C)(C6H4)(SO2)(NH4Cl)]−Na+。此種固體化合物有片劑或粉末形式，可用於醫療機構對表面、設備和儀器進行消毒。[2]
- 二氯異氰尿酸鈉 [((ClN)(CO))2(NCO)]−Na+。這種固體化合物以片劑形式提供，是廣泛使用的消毒劑，對飲用水、游泳池、餐具、農業設施和空氣進行消毒，並用作工業除臭劑。也用於紡織品漂白。[2]
- 哈拉宗，或稱4-((二氯氨基)磺酰基)苯甲酸，(HOOC)(C6H4)(SO2)(NCl2)。這種化合物曾一度用於田野飲用水消毒，但目前已大部分被二氯異氰尿酸鈉取代。[2]
- 二氧化氯，ClO2。[22]這是一種不穩定的氣體，通常就地製備或以稀水溶液形式儲存。此化合物雖然有些限制因素，仍大規模應用於木漿、脂肪和油、纖維素、麵粉、紡織品、蜂蠟、皮膚和許多產業的漂白。它也被用於氯化自來水。

## 作用機轉
氯是一種高反應性的元素，可以很容易形成新的化學鍵。它的特徵反應之一是加成到雙鍵上，特別是芳香環中的雙鍵。這個過程稱為親電加成反應，並導致氯化有機化合物- 例如氯苯、氯代烷和氯苯酚的形成（參見鹵化）。
普通的家庭用漂白劑，次氯酸鈉（NaClO），通過稱為氧化還原反應的化學過程作用於污漬。氧化通常被定義為失去電子，而還原被定義為獲得電子。氧化和還原兩個過程一起發生。因此，一種化合物在氧化另一種化合物的過程中被還原。氯漂白劑是氧化劑，當氯與水反應時，它會產生鹽酸和原子氧。氧很容易與發色團反應，從分子中奪取電子，破壞產生顏色的分子結構，使其褪色。
氯能與多種分子反應性是其廣泛抗菌作用的原因，它可破壞許多蛋白質和其他對微生物新陳代謝非常重要的化學物質，或使其變性。

### 遊離氯
釋氯溶液的強度及其在水氯化和泳池消毒等用途中的用量通常以"遊離氯"(即"有效氯"）的質量濃度來表示。所謂的"有效氯"是指相當於特定質量或體積的液體中所含產品的氧化能力的氯氣質量。濃度可以用克/升（g/L）、毫克/升（mg/L）或百萬分之一（ppm）來表示。因此，例如"15 mg/L的有效氯"表示一公升液體中所含能產生氧化作用的物質具有與15毫克氯相同的氧化能力。

## 歷史
瑞典化學家卡爾·威廉·舍勒於1774年發現氯，法國科學家克洛德·貝托萊於1785年發現氯可用於漂白紡織品。貝托萊還發現次氯酸鉀，此釋氯化合物成為第一個商業漂白產品，以在巴黎的生產所在Javel取名名為Eau de Javel（"Javel水"）。
蘇格蘭化學家和實業家查爾士·鐵南特於1798年提出以次氯酸鈣溶液替代Javel水，並於1799年取得相關漂白粉的專利（一種含有次氯酸鈣的固體產品）。
1820年左右，法國化學家安托萬·日耳曼·拉巴拉克發現次氯酸鹽具有消毒能力，並將此更便宜的次氯酸鈉溶液推廣到世界各處（稱為Eau de Labarraque（"拉巴拉克水"））。由於次氯酸鈉溶液受到廣泛使用，大幅改善醫療工作、公共衛生、醫院、屠宰場和所有涉及動物產品行業的衛生條件 - 比法國微生物學家路易·巴斯德和其他人建立疾病細菌說早了幾十年。特別是這類化合物導致自來水幾乎全數氯化的做法，而防止傷寒和霍亂等疾病的傳播。
在第一次世界大戰期間的1915年，於法國野戰醫院工作的英國化學家亨利·D·達金對用於消毒傷口和預防敗血症的化合物進行廣泛的研究，發現氯胺是最佳選擇，但出於成本和取得性的原因，最終選擇的是稀釋次氯酸鈉溶液（至今仍在使用，名稱為"達金溶液"）。